# Richard Boone

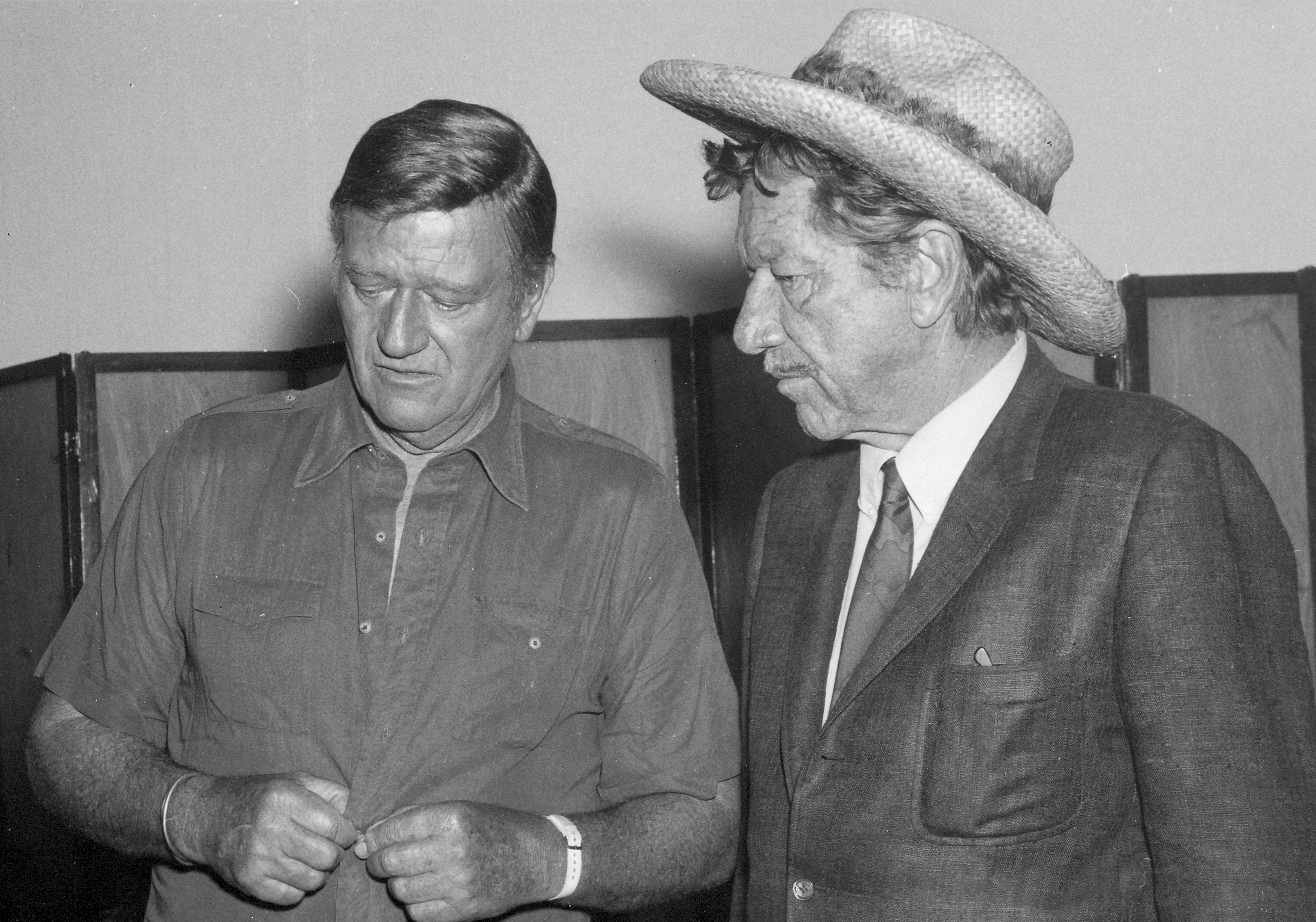
Richard Boone (t h) tillsammans med John Wayne vid premiären av Big Jake (1971).

Richard Boone, född 18 juni 1917 i Los Angeles, Kalifornien, död 10 januari 1981 i St. Augustine, Florida, var en amerikansk skådespelare.
Boone studerade vid Stanford University och deltog i skolans boxningslag innan han relegerades på grund av en mindre förseelse. Under en kort tid arbetade han vid oljefälten i södra Kalifornien samt gjorde ett misslyckat försök som proffsboxare. Han tjänstgjorde som kulspruteskytt under andra världskriget i fyra års tid.
Efter kriget studerade han vid Actors Studio i New York och gjorde Broadwaydebut 1947. Filmdebut 1951 i Montezuma. Han medverkade sedan i många filmer, och med sitt härjade utseende hade han ofta roller som sadistiska tuffingar.

## Filmografi i urval
- 1951 – Rommel – ökenräven
- 1951 – Montezuma
- 1952 – En äkta texasgrabb
- 1952 – Känguru
- 1952 – Way of a Gaucho
- 1953 – Strid på havets botten
- 1953 – Den purpurröda manteln
- 1953 – Lindanserskan
- 1953 – En studie i brott
- 1954 – Dragnet
- 1954 – Överfallet vid Röda floden
- 1954 – Rebellerna
- 1955 – Mannen utan öde
- 1955 – Tio desperados
- 1956 – Med lagens rätt
- 1956 – Stormbåtar till anfall
- 1957 – De laglösas gisslan
- 1957 – Samhällets marodörer
- 1958 – I Bury the Living
- 1960 – Alamo
- 1961 – Massaker i gryningen
- 1964 – Rio Conchos
- 1965 – De grymma och de tappra
- 1967 – Hombre
- 1967 – Cimarron Strip: Veteranen
- 1968 – Natt utan nåd
- 1969 – Uppgörelsen
- 1970 – Brevet till Kreml
- 1971 – Big Jake
- 1975 – Det hårda provet
- 1976 – Den siste gunfightern
- 1976 – Hämndens kulor
- 1978 – The Big Sleep
- 1979 – Winter Kills
- 1981 – The Bushido Blade